# Yogayajnavalkya
Das Yogayajnavalkya (Sanskrit: yogayājñavalkya n.) ist ein Yogabuch aus dem 13. Jh., das sich von den anderen Yogaschriften der damaligen Zeit abhebt. Es richtet sich im Aufbau nach dem Ashtanga Yoga von Patanjali und schildert verschiedene Praktiken aus dem Hatha Yoga. 

## Autor
Der Verfasser des Yogayajnavalkya ist unbekannt; Stil und Inhalt des Werkes weisen auf Südostindien hin, wo auch die erhaltenen Abschriften gefunden wurden. Der Autor war ein Vishnuit und ein Bhakta, wie schon sein erster Rat an die Schülerin Gargi deutlich macht:
Narayana ist des Alls Herr,
im Herzen aller Lebewesen wohnend;
der Welt Gewand ist Vasudeva:
auf ihn sollen - seis gesagt - alle Yogis meditier’n!

Er ist die Glückseligkeit, die Unsterblichkeit, die Ewigkeit,
die höchste Seele, Gott!
Meditiere beständig auf Vishnukrishna in deinem Herzen
und mit deinem Geiste! Yy I,12f.
Der Autor beruft sich wiederholt auf die Veden, den Vedanta und die brahmanische Tradition. Auch darin unterscheidet er sich deutlich von den anderen Hathayogaschriften, die in tantrischer Weise Shiva und Shakti in den Mittelpunkt stellen.

## Tradition und Philosophie
Das Yogayajnavalkya mit seinen zwölf Kapiteln ist auf dem achtgliedrigen Yoga des Patanjali aufgebaut und acht Kapitel sind nach dessen Stufen benannt. Von den älteren Yogawerken steht es am nächsten dem Yogavashishtha (8. Jh.). Von Patanjalis Yogasutra und den verschiedenen Hatha-Yoga-Schriften steht es nur in losem Zusammenhang und zeigt auch deutliche Abweichungen zu den klassischen Werken.
Das Werk ist nach dem vedischen Seher Yajnavalkya benannt, der im Buch als Lehrer auftritt. Er wird von seiner Frau Gargi, die mit Maitreyi gleichzusetzen ist, über den Yoga befragt. Das Buch richtet sich an alle Menschen. So wird ausdrücklich gesagt, dass anstelle der Waldeinsamkeit auch eine Hütte in einem Dorf oder, wenn es sein muss, gar in einer Stadt gewählt werden könne. Die modern anmutende Offenheit gegenüber allen Menschen drückt sich auch dadurch aus, dass das Werk an manchen Stellen besondere Ratschläge für Frauen, Brahmanen, Kshatriyas, Vaishyas und auch Shudras gibt.

## Inhalt

### I. Yama
Im ersten Kapitel sagt Yajnavalkya, dass er sein Wissen direkt von Brahma habe. Dies ist bemerkenswert, umso mehr ansonsten Shiva als der erste Guru des Yogas gilt! Den Yoga definiert Yajnavalkya als die Vereinigung (samyoga) der persönlichen Seele (jivatman) mit der Überseele (paramatman):
Es wird gesagt, Yoga sei die Vereinigung des Jivatman mit dem Paramatman! Yy. I,44.
Dann werden die acht Stufen des Ashtanga Yogas aufgezählt, wie sie aus dem Yogasutra bekannt sind. Im Anschluss daran folgt die Aufzählung der zehn Yamas, wie sie auch aus Hatha-Yoga-Werken bekannt sind: Gewaltlosigkeit (ahimsa), Wahrhaftigkeit (satya), nicht stehlen (asteya), Keuschheit (brahmacarya), Wohlwollen (daya), Redlichkeit (arjava), Geduld (kshama), Festigkeit (dhriti), Mäßigung im Essen (annatpurusha) und Reinheit (shauca). Der Unterschied zu Patanjali ist offensichtlich.

### II. Niyama
Wie bei den Yamas kennt das Yogayajnavalkya zehn Niyamas, nämlich: Askese (tapas), Genügsamkeit (santosha), Vertrauen (astikya), Freizügigkeit (dana), Gottverehrung (ishvarapujana), Schriftenstudium (siddhantashravana), Scham (hri), Entschluss (mati), Mantrarezitation (japa) und Worthalten (vrata).

### III. Asana
Das Werk beschreibt acht Asanas: Svastikasana, Gomukhasana, Padmasana, Virasana, Simhasana, Bhadrasana, Muktasana und Mayurasana. Obschon die Worte im Werk an Gargi gerichtet sind, sind die Asanas im Detail für Männer beschrieben mit Varianten, je nachdem ob er in völliger Keuschheit lebt oder nicht.

### IV. Shariravyavacchedavidya
In diesem Kapitel wird der subtile Körper beschrieben. Das Innere Feuer (agni, matarishvan) ist beim Menschen dreieckig und liegt zwischen Anus und Penis. Der Kanda ist eiförmig und liegt beim Menschen beim Nabel. Die Kundali schläft unmittelbar unterhalb davon und hat achtfache Natur – sie wird also anders lokalisiert und beschrieben als in der gängigen Literatur! Zudem werden die Chakren weder systematisch beschrieben noch namentlich genannt; vom Leser wird also ein gewisses Vorwissen verlangt.
Vom Chakra beim Nabel gehen 14 Nadis aus, zu den Augen, Ohren, Nasenlöchern, Zehen, Zunge, Penis, Anus, Magen und Kundali. Wie in anderen Schriften werden die zehn Vayus genannt.

### V. Nadishodhana
Mit diesem Kapitel beginnt die Beschreibung der eigentlichen Praxis und behandelt besonders deren Vorbereitung.
Der Aspirant soll eine Eremitenzelle bauen „in lieblicher windstiller Lage“. Die Anforderungen werden präzise geschildert und folgen brahmanischem Brauch mit Vedarezitation, Studium des Vedanta, Verehrung des Gurus und Gottes (ishtadeva), Blick nach Osten oder Norden etc. 

### VI. Pranayama
Hier wird vorerst die Wechselatmung erklärt, wobei auf die Laute der heiligen Silbe Om meditiert werden soll. Auch das Gayatri wird empfohlen. Siddhis werden nur wenige genannt, so der Innere Klang, Sieg über Krankheit oder physische Leichtigkeit. 

### VII. Pratyahara
Hier werden achtzehn Konzentrationspunkte (marmasthana) am Körper genannt, worauf der Yogi sich der Reihe nach konzentrieren soll, während er in sie einatmet.

### VIII. Dharana
Zur Festigung des Geistes werden die fünf Elemente – Erde, Wasser, Feuer, Luft und Äther – als Meditationsobjekte empfohlen, mit den entsprechenden Gottheiten und Bijas. Auffällig ist, dass die Zuordnung der Elemente im Körper nicht der Anordnung der gängigen Chakralehre folgt.

### IX. Dhyana
Die Meditation wird in sechs Arten aufgeteilt. Die beste ist die eigenschaftslose (nirguna), wo auf das Absolute meditiert wird. Die anderen fünf sind Eigenschaftsmediationen (saguna) und beziehen sich auf den subtilen Körper, so auf den Herzlotus, wo Hari Narayana wohnt oder auf die Brauenmitte und Shiva oder die Sonnenmeditation (dhyanasaura).

### X. Samadhi
Während die vorherigen Kapitel tantrischer Tradition folgen, beruft sich der Autor hier ausdrücklich wieder auf die Veden und die Brahmanen. Im Gegensatz zur klassischen Yogatradition kennt das Yogayajnavalkya nur eine Form von Samadhi, der als Harmonie zwischen Jivatman und Paratman beschrieben wird. 

### XI. Nirbija
Dieses kurze Kapitel geht auf die Wirkungen und das Auslöschen von Karma ein.

### XII. Rahasya
Das letzte Kapitel beschreibt die Erweckung der Kundali und ihre Bewegung durch die Zentren des subtilen Körpers. Auffällig dabei ist, dass nach dem Yogayajnavalkya die Kundali gebrannt werden muss, bis sie aufwacht und in die Nadis entweicht.

## Bedeutung, Übersetzung
Das Yogayajnavalkya ist wenig bekannt und hatte nur geringen Einfluss auf spätere Yogaschriften, am deutlichsten ist dieser in der Jabaladarshana Upanishad und in der Shandilya Upanishad zu erkennen.
Da das Yogayajnavalkya bisher nur in englischer und französischer Übersetzung vorliegt, ist es in westlichen Yogakreisen kaum bekannt.

## Bücher
- Shri Prahlad Divanji: Yoga Yajnavalkya: a Treatise on Yoga as Taught by Yogi Yajnavalkya. Bombay (1954)
- Philippe Geenens: Yogayajnavalkyam: Corps et âme, le yoga selon Yajnavalkya. Gallimard (2000). ISBN 2-07-075996-2. (Ins Französische übersetzt und kommentiert von Philippe Geenens.)
- T. K. V. Desikachar: Yogayajnavalkya Samhita - The Yoga Treatise of Yajnavalkya Krishnamacharya Yoga Mandiram (2004). ISBN 81-87847-08-5. (Ins Englische übersetzt und kommentiert von T.K.V. Desikachar.)